# 翠屏山崖墓群
翠屏山崖墓群位於重慶市忠縣天塹鄉翠屏村，文物遺址年代為漢代-六朝，2009年12月15日列為第二批重慶市文物保護單位。